# Моларна маса
Моларна маса је маса једног мола хемијског елемента или хемијског једињења. 1 mol је количина супстанце која садржи онолико елементарних честица колико има атома у 12 g угљениковог изотопа C12 што је 6,023×1023 Овај број назива се Авогадров број и односи се на елементарне честице (молекуле, атоме или јоне) у 1 mol неке супстанце. Моларна маса је погодна и често употребљавана величина у хемији јер дозвољава лаку конверзију између стехиометријских (моларних) односа представљених хемијском једначином и масених односа, који су значајнији у пракси.
Преко моларне масе, могуће је израчунати и број молова супстанце присутних у некој њеној маси, преко релације:
{\displaystyle n={\frac {m}{M}}}
где је n - број молова, m - дата маса, а M - моларна маса дате супстанце.